# 葛武棨
葛武棨（1901年—1981年9月16日），浙江浦江人，中国国民党高级政治人物。国民革命军中将。第一屆中華民國國民大會代表。

## 生平
1945年5月召开的中國國民黨第六次全國代表大會，决定设立中国国民党中央执行委员会農工部作为劳工运动的领导机构。部长马超俊，副部长葛武棨。
1947年7月授陆军少将，1947年12月授陆军中将。1949年到台湾。